# Skælskør
Skælskør is een plaats in de Deense regio Seeland, gemeente Slagelse. De plaats telt 6564 inwoners (2008).

## Voormalige gemeente
De gemeente telde 11.976 inwoners waarvan 5941 mannen en 6035 vrouwen (cijfers 2005). Na de herindeling van 2007 werden de gemeentes Hashøj, Korsør en Skælskør bij Slagelse gevoegd.

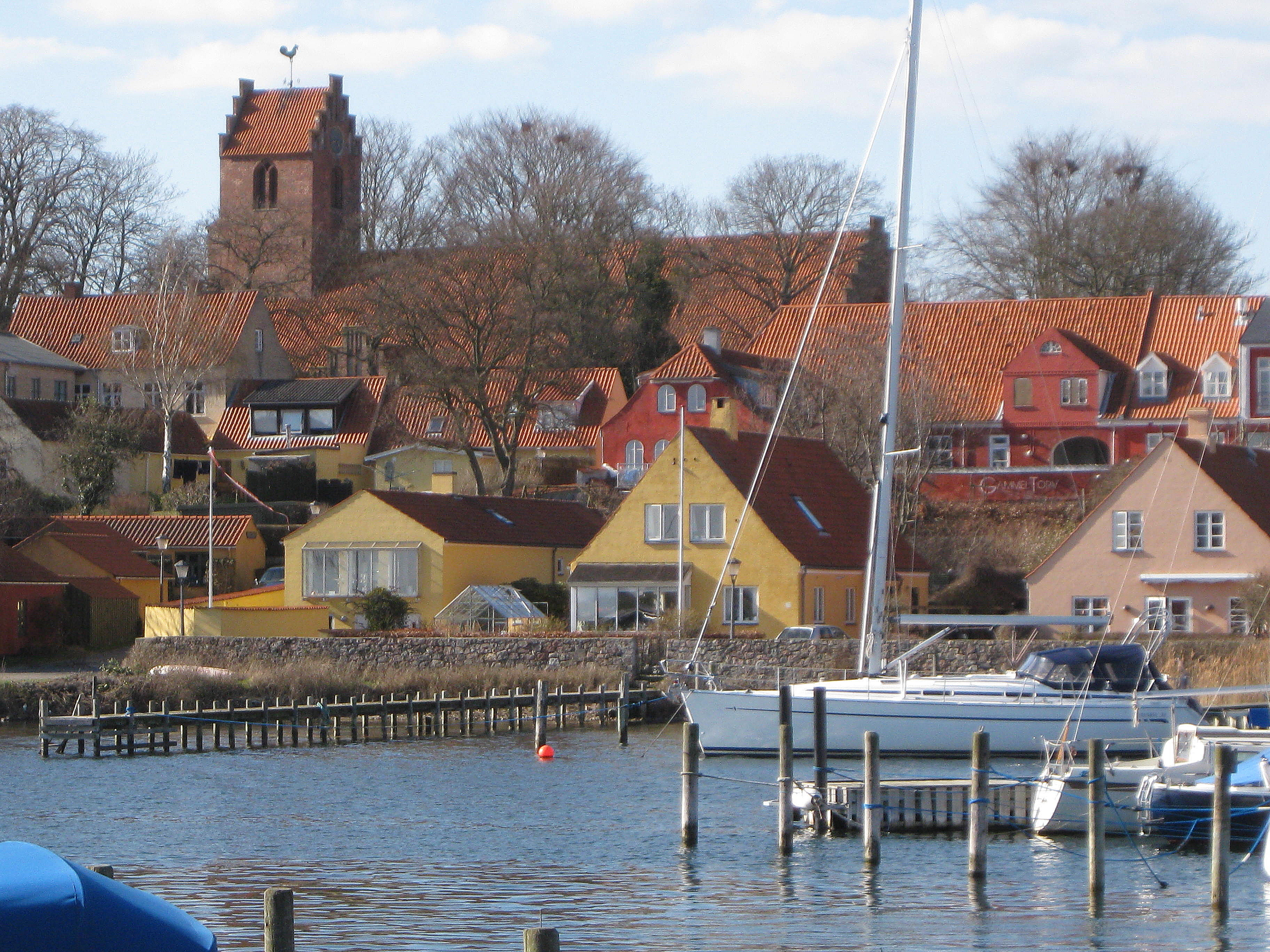
Skælskør
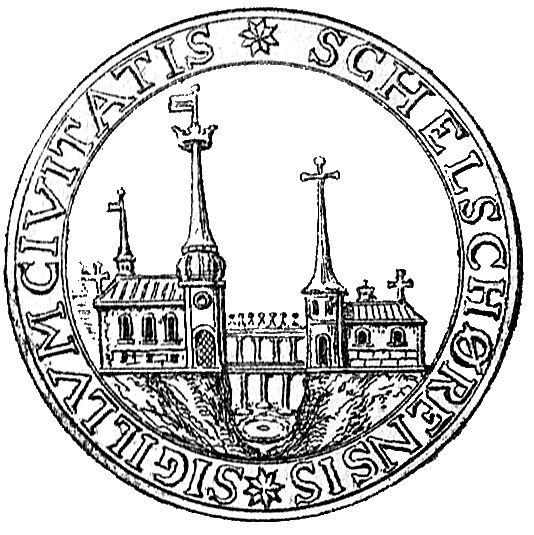
Stadszegel van Skælskør

- Library of Congress Control Number: n80107456
- Nationale Bibliotheek van Israël: 987007557230405171
- Virtual International Authority File: 143067536
- WorldCat: E39PBJcWpVJgVkH6RdyPBv78md